# Щербак, Александр Ефимович
Александр Ефимович Щербак (30 августа 1863, Нежин, Черниговская губерния — 23 апреля 1934, Севастополь, Крымская АССР) — российский и советский врач-невропатолог, психотерапевт, физиотерапевт, профессор, заслуженный деятель науки СССР.

## Биография
Среднее образование получил в классической гимназии при Историко-филологическом институте, которую окончил с золотой медалью в 1881 году. В том же году поступил на медицинский факультет Киевского университета, а затем перевёлся на 3-й курс Санкт-Петербургской Военно-медицинской академии, которую окончил с отличием в 1887 году, со степенью лекаря, был награждён премией имени Пальцева и оставлен «врачом для усовершенствования» в клинике психиатрии и нервных болезней под руководством профессора И. П. Мержеевского. Ещё в студенческие годы он заинтересовался темой гальванической возбудимости нервов и мышц. За цикл этих работ студент А. Щербак был удостоен золотой медали имени С. П. Боткина.
В 1890 году в Санкт-Петербурге успешно защитил диссертацию «Материалы к учению о зависимости фосфорного обмена от усиленной или ослабленной деятельности головного мозга» на степень доктора медицины, и с 1891 до 1894 года был командирован за границу — усовершенствовался у Э. Дюбуа-Реймона (у него же ранее учились И. М. Сеченов и И. П. Павлов, Флексига, В. Вундта, Штрауса, Франсуа, Франка и в Сальпетриере у Ж. Шарко. В 1894 году был избран одновременно приват-доцентом Военно-медицинской академии и профессором Варшавского университета по кафедре нервных болезней.
В 1901 году была издана книга А. Е. Щербака «Клинические лекции по нервным и душевным болезням». Полагаясь на наблюдения, ученый привел в ней характеристики многих нервных заболеваний и психопатических состояний. Ряд теоретических положений, высказанных в этой книге, Александр Ефимович, спустя годы, уточнил в статье «О рефлексах головного мозга и эндогенных ощущениях».
В 1911 году по состоянию здоровья поселился в Севастополе, где с 1914 года стал во главе вновь выстроенного Романовского Института физических методов лечения (ныне перемещённый на Южный берег Крымский республиканский научно-исследовательский институт физических методов лечения и медицинской климатологии имени И. М. Сеченова Министерства здравоохранения автономной республики Крым), руководя им в течение 20 лет, до дня своей смерти. Изучал гальванизацию и электрофорез, создал свою оригинальную физиотерапевтическую школу, разработал ряд новых методов физиотерапии (шейная диатермия, воротниковый и поясной методы, методы ионных и регионарных рефлексов, новые методы исследования эндокринной и вегетативной нервной систем и т. д.). Электрическая йод-ионная проба, предложенная Щербаком, широко применялась в экспериментальных исследованиях.
По инициативе А. Е. Щербака Институту физических методов лечения было присвоено имя выдающегося русского физиолога Ивана Михайловича Сеченова (1829—1905), научная биография которого тоже была связана с Крымом. В 1924 году Александр Ефимович был удостоен звания «Заслуженный деятель науки».
Умер в Севастополе 23 апреля 1934 года.

## Избранные труды
- К вопросу о патогенезе склеродермии // Сб. работ из клиники проф. А. Г. Полотебнова. — СПб., 1886—1887;
- К вопросу об изменениях обмена фосфорной кислоты и азота под влиянием умственной работы // Вестник психотерапевта. — Ч. VII;
- О содержании фосфорной кислоты в крови у собак во время морфийного сна // Ibid.;
- Материалы к учению о зависимости фосфорного обмена от усиленной или ослабленной деятельности головного мозга: Дис. — СПб., 1890;
- Contribution a l’étude de l’influence de l’activité cérébrale sur l’échange d’acide phosphorique et d’azote // Arch. de médéc. experim. — 1893;
- К вопросу о локализации вкусовых центров в мозговой коре // Вестник психотерапевта. — 1891; // Zentr.-Bl. Physiol. — 1891;
- К дифференциальной диагностике множественного неврита // Неврологический вестник. — 1896;
- Ueber die Kleinhirnhinterstrangbahn, ihre physiol. und pathol. Bedeutung // Neurol. Centr. — 1900;
- Клинические лекции по нервным и душевным болезням. — Варшава, 1901;
- О способах исследования так называемой костной чувствительности // Тр. Рус. мед. о-ва за 1902 год; // Neurol. Centr. — 1903;
- Новые данные по физиологии глубоких рефлексов // Обозрение психиатрии. — 1902; // Neur. Centr. — 1903; // Rév. Neurol. — 1903;
- Экспериментальные исследования относительно физиологического действия механических вибраций // Обозрение психиатрии. — 1903.

## Память
Именем ученого названы улицы в Севастополе и Ялте.